# Finsternisjahr

Sonnenjahr (365,24 Tage),
Mondjahr (354,37 Tage) und
Finsternisjahr (346,62 Tage)
im Schema einer heliozentrischen Darstellung.
Konstellationen des Durchgangs der Knotenlinie durch die Sonne begrenzen Finsternishalbjahre.

Das Finsternisjahr ist  das Zeitintervall von aufeinander folgenden Passagen desselben Mondknotens durch die Sonne und dauert rund
{\displaystyle 346,62\,\mathrm {Tage} \,}    (346 Tage, 14 Stunden, 53 Minuten).
Nach einem halben Finsternisjahr (173,31 Tage) liegt einer der beiden Mondknoten wieder vor der Sonne. Diese Konstellation bildet die Mitte eines Zeitfensters weniger Wochen, in dem Sonnen- oder Mondfinsternisse von der Erde aus beobachtet werden können. Passiert der Mond im gleichen Zeitpunkt einen Knoten, so ist die Finsternis zentrisch; bei nicht allzu früherer oder späterer Passage ist sie partiell.
Die Bestimmung der Finsterniszeitpunkte geschieht ohne Benutzen des Finsternisjahres: Ausgehend von einem Ereignis und seiner Lage im Zeitfenster werden diejenigen Zeitpunkte ermittelt, in denen in vorgegebener Näherung eine ganze Zahl siderischer Monate und eine ganze Zahl halber drakonitischer Monate des Erdmondes vergangen sind.
Für ein Finsternisjahr wird gelegentlich die Bezeichnung „drakonitisches Jahr“ als Synonym verwendet. Diese Benennung ist jedoch missverständlich, denn ein Finsternisjahr setzt sich nicht aus drakonitischen Monaten zusammen. Im Englischen heißt das Finsternisjahr eclipse/ecliptical year und wird daneben auch draconic/draconitic year genannt.

## Grundlagen

Grobes Schema der Verschneidung von Mondbahn- und Erdbahnebene
(tatsächliche Inklination nur etwa 5°)

Vom Lauf des Mondes her betrachtet sind Finsternisse grundsätzlich nur möglich innerhalb schmaler Zeitfenster, für die zwei verschiedene Bedingungen mindestens nahezu erfüllt sein müssen: der Mond muss
- in Voll- oder Neumond stehen (s. u.) und
- durch den auf- oder absteigenden Knoten gehen.

Jede der beiden Bedingungen wiederholt sich nach ganzzahligen Vielfachen der halben Länge ihrer Periode, und sie treffen wieder zu, womöglich beide gemeinsam, z. B.
- nach 12 halben synodischen Monaten (177,18 Tage). Ein synodischer Monat beträgt etwa 29,53 Tage und ist der errechnete Mittelwert der Zeitspanne von Neumond zu Neumond, (wahre) Lunation genannt; diese kann um mehr als 13 Stunden (0,56 d) schwanken.

oder
- nach 13 halben drakonitischen Monaten (176,87 Tage). Als drakonitischer Monat wird das Intervall zwischen zwei Durchgängen des Mondes durch denselben Bahnknoten bezeichnet, es beträgt im Mittel etwa 27,21 Tage.

Somit kann nach etwa sechs synodischen Monaten, einem Semester, wieder ein Finsternisereignis auftreten.
Im aufsteigenden wie im absteigenden Knoten schneidet die Mondbahn die Ebene der Ekliptik, und nur in der Nähe dieser Schnittpunkte kann der Mond so auftreten, dass sich eine Finsternis ereignet:
- wenn der Mond dabei in Konjunktion mit der Sonne ist, zu Neumond, tritt er von der Erde aus gesehen vor die Sonne und verursacht eine Sonnenfinsternis.
- Ist der Mond hingegen in Opposition gegenüber der Sonne, zu Vollmond, so taucht er in den Erdschatten ein und wird beschattet als Mondfinsternis.

Ein Finsternisjahr ist knapp 19 Tage kürzer als das Sonnenjahr zu 365,2422 Tagen, weil durch die Präzession des kreiselnden Mondes seine Bahnebene gedreht und die Knoten daher in der Ekliptikebene jährlich um rund 19° rückläufig verschoben werden (19,34° Regression bezogen auf ein tropisches Jahr). Ein Finsternisjahr dauert auch kürzer als das astronomische Mondjahr zu 354,3671 Tagen bzw. zwölf synodischen Monaten.

## Zusammenhänge mit Finsterniszyklen
Es dauert also knapp vier Tage länger als ein halbes Finsternisjahr zu etwa 173,31 Tagen, bis sechs Lunationen des Mondes in ungefähr 177,18 Tagen vollzogen sind, der Periode für den Semesterzyklus als dem kürzesten Finsterniszyklus für die mehrmalige Wiederholung von Finsternissen. Da sich von Ereignis zu Ereignis der Abstand zum Knoten ändert und schließlich zu groß wird, bricht ein Semesterzyklus nach acht, neun oder zehn wiederholten Finsternissen ab.
Ein langer Finsterniszyklus enthält aus dem Canon aller Finsternisse ausgelesene Ereignisse. Je mehr einzelne Ereignisse bei der Zusammenfassung zu einem Zyklus übersprungen werden, desto länger können die Zyklen werden.
Beim Saros-Zyklus erhält man derart Reihen mit zumeist 71 einander ähnlichen Finsternissen in Intervallen, die 223 synodische Monate (6.585,32 Tage) dauern. Verglichen mit 19 Finsternisjahren (6.585,78 Tage) ist die Abweichung kleiner als ein halber Tag (0,46 d), noch geringer die von 242 drakonitischen Monaten (6585,36 Tage). Die Saros-Periode beträgt somit ungefähr 18,03 Sonnenjahre, und die mit dieser Periode aufeinander bezogenen Finsternisse bilden dann einen Saros-Zyklus mit Reihen von rund 1.270 Sonnenjahren.
Mit ungefähr 29,95 Sonnenjahren noch etwas länger ist die Inex-Periode; sie dauert 716 halbe synodische Monate, von denen 777 halbe drakonitische Monate oder 61 halbe Finsternisjahre nur noch sehr geringfügig abweichen.
Je größer die Periode eines Auslese-Zyklus, umso genauer lässt sie sich also als ein Vielfaches halber Finsternisjahre annähern.

## Abschätzung des Finsternis-Zeitfensters
Das halbe Finsternisjahr ist die Dauer zwischen zwei Mondknotenpassagen durch die Sonne und gibt so einen Anhalt für den Zeitpunkt, um den herum eine Finsternis stattfinden kann; es gibt aber nicht die tatsächliche Zeitspanne zwischen Finsternissen an. Da die scheinbare Größe der Sonne und die des Mondes je etwa einen halben Winkelgrad betragen und des Weiteren die Länge des Erddurchmessers den Mond unter einer Parallaxe von bis zu etwa 1° erscheinen lassen kann, können Finsternisse von der Erde aus in einem gewissen Zeitraum vor und nach dem Durchgang der Mondknoten beobachtet werden:
- für partielle Sonnenfinsternisse und die unauffälligen Halbschatten-Mondfinsternisse beträgt dieses Zeitfenster bis zu plus/minus etwa 17 Tagen, also knapp 5 Wochen
- für totale Sonnenfinsternisse und (partielle) Kernschatten-Mondfinsternisse ist es kleiner mit plus/minus etwa 11 Tagen, also gut 3 Wochen.

Die tatsächlichen Termine ergeben sich aus dem Eintritt von Sonne und Mond in den jeweiligen Finsternisbereich.
In diesen für verschiedene Arten von Finsternissen je unterschiedlich limitierten Bereichen tritt immer dann eine Finsternis auf, wenn die folgenden drei Bedingungen jeweils annähernder Weise erfüllt sind:
1. es ist Vollmond oder Neumond (dazwischen vergeht durchschnittlich ein halber synodischer Monat)
2. der Mond steht im aufsteigenden oder absteigenden Knoten (dazwischen ein halber drakonitischer Monat)
3. einer der Mondknoten liegt von der Erde aus gesehen vor der Sonne (dazwischen ein halbes Finsternisjahr).

Ausgehend von einem Finsternisereignis lässt sich das Auftreten einer vorangegangenen oder folgenden Finsternis daher grob abschätzen durch die ungefähre Übereinstimmung von ganzzahligen Vielfachen der jeweiligen Halbperioden, sei es
- von synodischem und drakonitischem Monat (1 und 2) oder
- von synodischem Monat und Finsternisjahr (1 und 3) oder
- von drakonitischem Monat und Finsternisjahr (2 und 3).

Das Finsternisjahr gibt somit die besonderen Umstände der Verschneidung der Bahnebene des Mondes mit der Bahnebene der Erde wieder als notwendige – aber nicht hinreichende – Bedingung für das Ereignis einer Finsternis.

## Präzession der Bahnebene des Mondes
Die Bahnebene des Mondes ist um etwa 5° geneigt gegen die Ekliptikebene, in der die Erde ihre Bahn um die Sonne zieht, sodass der Mond von der Erde aus gesehen maximal um diesen Betrag höher oder tiefer als die Sonne stehen kann. Ohne diese Neigung, d. h. bei einer Inklination von 0°, würden Erdbahn und Mondbahn in der gleichen Ebene liegen, und jeder Neumond wäre mit einer Sonnenfinsternis verbunden bzw. jeder Vollmond mit einer Mondfinsternis.
Die Mondknoten als die Schnittpunkte der Mondbahn mit der Ekliptikebene liegen in Bezug auf die Sonne – im heliozentrischen Bezugssystem – räumlich nicht fest. Während eines Umlaufs der Erde und damit auch des Mondes um die Sonne verändert sich die Lage der beiden Knoten auf der ekliptikalen Ebene, und sie nehmen auch unterschiedliche Distanzen zur Sonne ein. Vergleicht man nun nach einem vollständigen Erdumlauf die Lage beider Knoten zueinander (z. B. als Knotenlinie) mit deren Lage zueinander ein Jahr zuvor, so zeigt sich darüber hinaus ein besonderer Umstand: die Bahnebene des Mondes ist noch gleicher Neigung, doch hat sie sich relativ zur Ekliptikebene inzwischen etwas gedreht, um rund 19° rückläufig zur Umlaufrichtung. Diese Bewegung der Mondbahnebene wird als Kreiseleffekt verstanden und Präzession genannt.
Durch diese jährlichen Verlagerung um gut 19° wird mit einer Periode von etwa 18,6 Jahren eine volle 360°-Drehung vollzogen und die Ausgangslage der Knotenlinie wieder erreicht. Die Präzessionsbewegung der Mondbahn bildet sich auch in periodischen leichten Schwankungen der Erdachse von gleicher Dauer ab; diese überlagern die Präzession der Erdachse – deren Zyklus von knapp 26.000 Jahren auch Platonisches Jahr genannt wird – und stellen den Hauptanteil eines Effektes, der in der Astronomie als Nutation der Erdachse bezeichnet wird.
Mit Verständnis dieser Zusammenhänge gibt das Finsternisjahr auch ein Maß für die Präzessionsbewegung der Mondbahn wieder, wenn es beispielsweise zum tropischen Jahr in Relation gesetzt wird.